# Earth Star Entertainment
Earth Star Entertainment (Nhật: 株式会社アース・スター エンターテイメント Hepburn: Kabushiki Gaisha Āsu Sutā Entāteimento) là nhà xuất bản của Nhật Bản, trước đây trụ sở đặt tại Shibuya, Tokyo. Hiện tại công ty đã chuyển trụ sở đến khu phố Kamiōsaki, Shinagawa, Tokyo. Được hạch toán theo phương pháp vốn chủ sở hữu của Culture Convenience Club, công ty thành lập vào ngày 5 tháng 6 năm 2006. Ngoài việc xuất bản tạp chí và sách ảnh, công ty còn sản xuất và bán video gia đình và âm nhạc. Công ty cũng quản lý tarento và xuất bản tạp chí manga Comic Earth Star, và phát hành manga dưới nhãn hiệu Earth Star Comics.

## Xuất bản
- Comic Earth Star
- Poly Fukuro Recipe (ポリ袋レシピ Pori Fukuro Reshipi?)
- Kyūkyoku! Zettai Ryōiki!! Collection (究極!絶対領域!!コレクション Kyūkyoku! Zettai Ryōiki!! Korekushon?)
- Prometheus[10]